# Ramón Vega
Ramón Vega (Olten, 14 de junho de 1971) é um ex-futebolista profissional suíço, defensor, disputou a Euro 1996.